# Языки Танзании

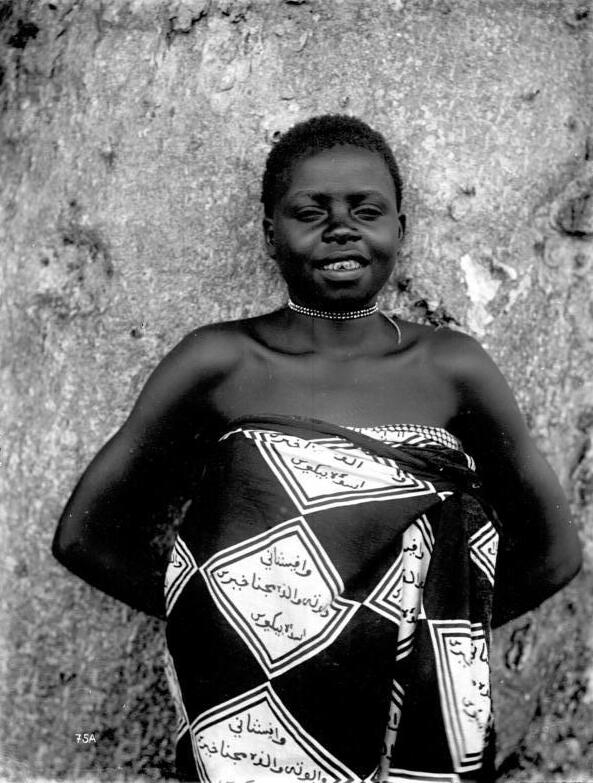
Надпись на языке суахили, написанная арабским письмом на одежде африканки из Восточной Африки, Танзании (ранние 1900-е годы)

В Танзании существует много языков, но ни на одном из них большинство населения не говорило изначально. Английский и суахили являются национальными языками. Английский язык всё чаще используется в высших судах, и это может рассматриваться как официальный язык де-факто. Жители Танзании видят для себя два «официальных» языка — английский и суахили. Суахили считается объединяющим языком страны (лингва франка) между различными племенами, каждое из которых имеет свой язык; английский служит целью обеспечения танзанийцев возможностью участвовать в глобальной экономике и культуре. В Танзании  распространены более 100 различных (племенных) языков, включая масайский язык, сукума, маконде. Первый язык, который изучали танзанийцы - это язык их племени, после этого учили английский и суахили.
Согласно официальной лингвистической политике Танзании, как было объявлено в 1984 году, суахили является языком социальной и политической сфер, таких как начальное и высшее образование, тогда как английский является языком вторичного образования, в университетах, технологиях и вышестоящих судах. Несмотря на то, что британское правительство финансово поддерживает использование английского языка в Танзании, его использование в танзанийском обществе уменьшилось за последние десятилетия: в 1970-х годах студенты танзанийского университета использовали английский язык для общения друг с другом, в то время как за пределами класса они использовали суахили. Даже в средних классах школы и университетских классах, где официально должен использоваться только английский, в настоящее время можно использовать смесь английского языка и суахили.
Другими разговорными языками являются индийские языки, особенно гуджарати, и португальский (используется соответственно индийцами и мозамбикским чернокожим населением) и, в меньшей степени, французский (из соседних Руанды, Бурунди, ДРК). Исторически немецкий язык был широко распространён во время колониального периода, но эта практика уже забыта. Арабский язык широко распространён на Занзибаре. Есть также несколько танзанийских жестовых языков.
В заключении можно сказать, что языки Танзании делятся на 5 языковых семей: банту (суахили, сукума, чага, кизарамо), нилотская (масайский язык), кушитскую (ираку, сандаве, которые могут связаны с семьёй кхое и хадза). Кроме того в стране местами используются  арабский, индийские, европейские, жестовые, смешанные и креольские языки.